# Blechnum × aduncum
Blechnum × aduncum là một loài dương xỉ trong họ Blechnaceae. Loài này được Liebm. mô tả khoa học đầu tiên..
Danh pháp khoa học của loài này chưa được làm sáng tỏ. 